# 銀河娯楽
銀河娯楽（ぎんかごらく、英語: Galaxy Entertainment、ギャラクシーエンターテイメント、中国語: 銀河娛樂）は、マカオの企業。カジノとホテルを運営している。元々は建築材料会社である嘉華建材だった。
2002年にマカオ政府からカジノライセンスを受け、カジノ、ホテル、その他娯楽施設を運営している。現在、マカオ旅行娯楽会社に次いで、第2位でマカオのカジノ市場を占めている。